# Samuel Beckett
Samuel Barclay Beckett (Foxrock, Dublin, 13 april 1906 – Parijs, 22 december 1989) was een Ierse (toneel)schrijver en dichter. Hij werd vooral bekend door absurdistische toneelstukken als Waiting for Godot en Endgame en door zijn minimalistische schrijfstijl. Beckett wordt tot de belangrijkste auteurs van het modernisme gerekend. In 1969 mocht hij de Nobelprijs voor Literatuur in ontvangst nemen.

## Biografie

### Jeugd en opleiding
Beckett werd geboren op Goede Vrijdag, 13 april 1906. Over deze datum bestond een tijd lang verwarring doordat Beckett volgens zijn geboortebewijs niet op 13 april, maar op 13 mei werd geboren. Deirdre Bair suggereert in haar Samuel Beckett: A Biography zelfs dat Beckett bewust over zijn geboortedatum zou liegen. Deze datum dook ook op in andere biografieën, zoals in Samuel Beckett: The Last Modernist van Anthony Cronin. Een geboortebericht in een krant van 14 april 1906 bewijst echter het tegendeel. De vertraagde geboorteregistratie kan verklaard worden uit het feit dat het in Ierland indertijd een gewoon gebruik was om de geboorte pas na enkele weken te melden.
Beckett studeerde van 1923 tot 1927 Frans, Italiaans en Engels aan het Trinity College in Dublin, waar hij ook cricket speelde. Vlak daarna werd hij aangenomen als leraar Engels in Parijs. Daar ontmoette hij James Joyce, die een enorme invloed op hem had en voor wie hij een tijdlang als assistent zou werken. 

### Carrière als schrijver
In 1929 bracht hij zijn eerste werk uit, een kritisch essay dat Joyce' werk verdedigde. Zijn eerste korte verhaal Assumption werd hetzelfde jaar uitgebracht. In 1930 won hij een kleine literatuurprijs met zijn gedicht Whoroscope dat voornamelijk over René Descartes gaat, een andere grote invloed op zijn schrijven.
In 1930 ging hij terug naar Ierland en werkte aan het Trinity College, maar vertrok weer na twee jaar. Hij reisde door Europa en vestigde zich uiteindelijk permanent in Frankrijk. Hij publiceerde daar een kritische studie van het werk van Marcel Proust. Ook deed hij een poging een boek te schrijven in de stijl van James Joyce, maar dit werd later uitgebracht als een serie korte verhalen getiteld More Pricks than Kicks. Er wordt wel gezegd dat elk van deze verhalen een milde parodie is op de verhalen in Dubliners van Joyce. Hierna bracht hij de roman Murphy uit. Tijdens de Tweede Wereldoorlog was Beckett actief bij het Frans verzet. Voor zijn verzetswerk kreeg hij nadien twee medailles. Tijdens de oorlog werkte hij aan zijn roman Watt, die in 1953 verscheen.
Becketts bekendste romans zijn waarschijnlijk de drie die samen bekendstaan als de “trilogy": Molloy (1951), Malone Dies (1951 in het Frans, in 1958 vertaald in het Engels) en The Unnamable (1953, vertaald in 1960). De laatste opent als volgt, hetgeen typisch genoemd mag worden voor Becketts stijl:
"Where now? Who now? When now? Unquestioning. I, say I. Unbelieving. Questions, hypotheses, call them that. Keep going, going on, call that going, call that on."
Beckett is het meest beroemd geworden door het toneelstuk Waiting for Godot (oorspronkelijk uitgebracht in 1952 in het Frans: En attendant Godot). Het stuk kreeg in eerste instantie slechte kritieken omdat het "saai" zou zijn, maar kreeg mettertijd een sterkere waardering en staat tegenwoordig bekend als een klassieker. Hetzelfde geldt voor het stuk Endgame.
Beckett overleed op 22 december 1989 op 83-jarige leeftijd. Hij leed aan emfyseem en de ziekte van Parkinson. Hij ligt begraven op het Cimetière du Montparnasse in Parijs.

## Invloed en erkenning
Omdat zijn stukken na 1947 vrijwel allemaal in het Frans geschreven zijn, wordt Beckett samen met Ionesco gezien als de beste Franse toneelschrijver van de twintigste eeuw. Hij vertaalde zijn stukken zelf naar het Engels. In 1969 kreeg hij de Nobelprijs voor Literatuur.
Beckett geldt als een van de belangrijkste modernistische auteurs. De theaterstukken die hij schreef zijn stilistisch kaal en minimalistisch en vaak absurdistisch van aard. Ze weerspiegelen een diep pessimisme over de menselijke natuur en de lotsbestemming van de mens. Na zijn laatste roman, How it is (1961), werden zijn thema's ook steeds cryptischer. Het adjectief Beckettiaans (Engels: Beckettian) is van zijn naam afgeleid en duidt op werken met een pessimistische thematiek en een minimalistische schrijfstijl.

### Toneelstukken
Verzameld in The Complete Dramatic Works (1986), ISBN 0-571-14486-1
- Waiting for Godot, 1955
- All That Fall, 1957
- Acts Without Words I, 1958
- Acts Without Words II, 1959
- Krapp's Last Tape, 1958, (deel 1; mp3; 28,3 MB en deel 2; mp3; 29,4 MB)
- Endgame, 1958
- Embers, 1959
- Happy Days, 1961 (in het Nederlands opgevoerd als Gelukkige dagen)
- Words and Music, 1962 (mp3; 13,8 MB)
- Cascando, 1963 (mp3; 9,7 MB)
- Play, 1963
- The Old Tune, 1963 (Engelse vertaling van La Manivelle, hoorspel van de Frans-Zwitserse schrijver Robert Pinget)
- Come and Go, 1966
- Film, 1967 (mpg; 170 MB)
- Eh Joe, 1967
- Breath, 1970
- Rough for Theatre I, 1976
- Rough for Theatre II, 1976
- Rough for Radio I, 1976
- Rough for Radio II, 1976
- Not I, 1976
- That Time, 1976
- Footfalls, 1976
- Ghost Trio, 1976
- ... but the clouds ..., 1977
- A Piece of Monologue, 1979
- Rockaby, 1982
- Ohio Impromptu, 1982
- Quad, 1984
- Catastrophe, 1984
- Nacht und Träume, 1984
- What Where, 1984

### Korte verhalen
Verzameld in The Complete Short Prose, 1929-1989, 1995, ISBN 0-8021-3490-4
- "Assumption", 1929
- "Sedendo et Quiescendo", 1932
- "Text", 1932
- "A Case in a Thousand", 1934
- "First Love", 1946
- "The Expelled", 1946
- "The Calmative", 1946
- "The End", 1946
- "The Capital of the Ruins", 1946
- "Texts for Nothing", 1950-1952 (#8; mp3; 3,7 MB)
- "From an Abandoned Work", 1954-1955

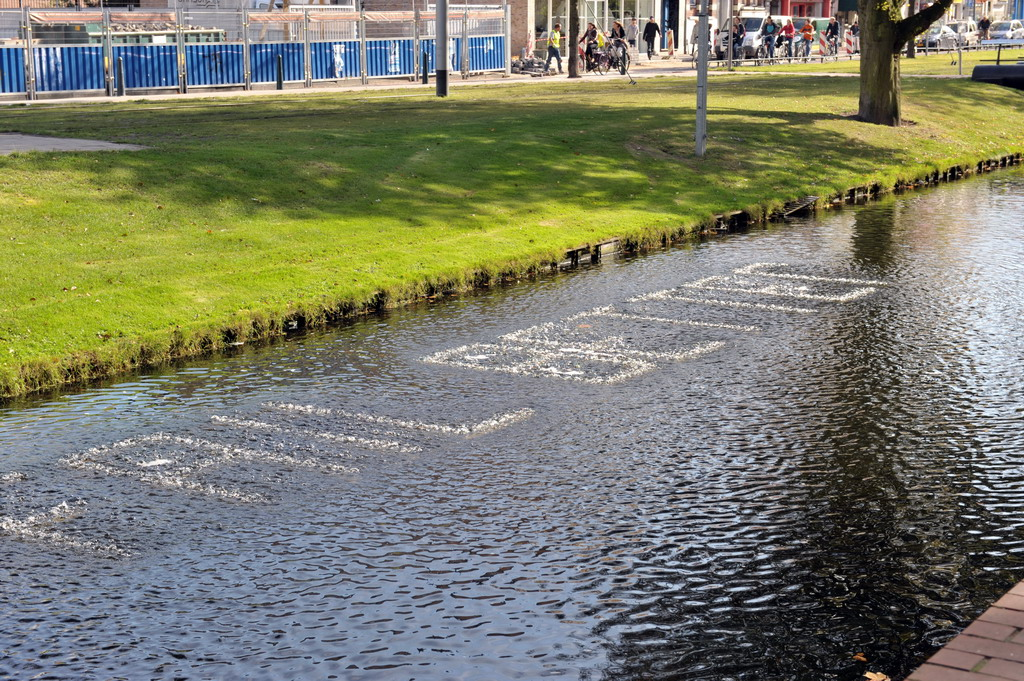
Job Koelewijn: Formule B No Matter. Try Again. Fail Again. Fail Better (2001), Westersingel (Rotterdam)

- "The Image", 1956
- "All Strange Away", 1963-1964
- "Imagination Dead Imagine", 1965
- "Enough", 1965
- "Faux Départs", 1965
- "Ping", 1966
- "Lessness", 1969
- "The Lost Ones", 1966/1970
- "Fizzles", 1973-1975
- "Heard in the Dark 1"
- "Heard in the Dark 2"
- "One Evening"
- "As the story was told", 1973
- "Sound", 1973
- "Still 3", 1973
- "The Cliff", 1975
- "Neither", 1976
- "Stirrings Still", 1988

### Novellenenromans
- Dream of fair to middling women (eerste roman geschreven in 1932, gepubliceerd in 1993) (Nederlandse vertaling: Droom van matig tot mooie vrouwen, uitgeverij De Bezige Bij)
- Murphy (1938) (Nederlandse vertaling: Murphy, uitgeverij Querido)
- Molloy (1951) (Nederlandse vertaling: Molloy, uitgeverij De Bezige Bij)
- Malone meurt (1951) (Nederlandse vertaling: Malone sterft, uitgeverij De Bezige Bij)
- L'Innommable (1953) (Nederlandse vertaling: Naamloos, uitgeverij De Bezige Bij)
- Watt (1953) (Nederlandse vertaling: Watt, uitgeverij IJzer)
- Nouvelles et textes pour rien (1958) (Nederlandse vertaling: Verhalen en teksten zomaar, Uitgeverij Meulenhoff)
- Comment c'est (1961) (Nederlandse vertaling: Hoe het is, uitgeverij De Bezige Bij)
- Mercier and Camier (1970) (Nederlandse vertaling: Mercier en Camier,: roman, Uitgeverij Koppernik)
- Company (1980) (Nederlandse vertaling: Gezelschap, uitgeverij De Bezige Bij)
- Mal vu mal dit (1981) (Nederlandse vertaling: Slecht gezien, slecht gezegd, uitgeverij De Bezige Bij)
- Worstward Ho (1983) (Nederlandse vertaling: Ten slechtste gekeerd, uitgeverij De Bezige Bij)[7]

1901: Prudhomme ·
1902: Mommsen ·
1903: Bjørnson ·
1904: Mistral, Echegaray ·
1905: Sienkiewicz ·
1906: Carducci ·
1907: Kipling ·
1908: Eucken ·
1909: Lagerlöf ·
1910: Heyse ·
1911: Maeterlinck ·
1912: Hauptmann ·
1913: Tagore ·
1915: Rolland ·
1916: Heidenstam ·
1917: Gjellerup, Pontoppidan ·
1919: Spitteler ·
1920: Hamsun ·
1921: France ·
1922: Benavente ·
1923: Yeats ·
1924: Reymont ·
1925: Shaw ·
1926: Deledda ·
1927: Bergson ·
1928: Undset ·
1929: Mann ·
1930: Lewis ·
1931: Karlfeldt ·
1932: Galsworthy ·
1933: Boenin ·
1934: Pirandello ·
1936: O'Neill ·
1937: Gard ·
1938: Buck ·
1939: Sillanpää ·
1944: Jensen ·
1945: Mistral ·
1946: Hesse ·
1947: Gide ·
1948: Eliot ·
1949: Faulkner ·
1950: Russell ·
1951: Lagerkvist ·
1952: Mauriac ·
1953: Churchill ·
1954: Hemingway ·
1955: Laxness ·
1956: Jiménez ·
1957: Camus ·
1958: Pasternak ·
1959: Quasimodo ·
1960: Perse ·
1961: Andrić ·
1962: Steinbeck ·
1963: Seferis ·
1964: Sartre (geweigerd) ·
1965: Sjolochov ·
1966: Agnon, Sachs ·
1967: Asturias ·
1968: Kawabata ·
1969: Beckett ·
1970: Solzjenitsyn ·
1971: Neruda ·
1972: Böll ·
1973: White ·
1974: Johnson, Martinson ·
1975: Montale ·
1976: Bellow ·
1977: Aleixandre ·
1978: Singer ·
1979: Elýtis ·
1980: Miłosz ·
1981: Canetti ·
1982: García Márquez ·
1983: Golding ·
1984: Seifert ·
1985: Simon ·
1986: Soyinka ·
1987: Brodsky ·
1988: Mahfoez ·
1989: Cela ·
1990: Paz ·
1991: Gordimer ·
1992: Walcott ·
1993: Morrison ·
1994: Oë ·
1995: Heaney ·
1996: Szymborska ·
1997: Fo ·
1998: Saramago ·
1999: Grass ·
2000: Gao ·
2001: Naipaul ·
2002: Kertész ·
2003: Coetzee ·
2004: Jelinek ·
2005: Pinter ·
2006: Pamuk ·
2007: Lessing ·
2008: Le Clézio ·
2009: Müller ·
2010: Vargas Llosa ·
2011: Tranströmer ·
2012: Mo ·
2013: Munro ·
2014: Modiano ·
2015: Aleksijevitsj ·
2016: Dylan ·
2017: Ishiguro ·
2018: Tokarczuk ·
2019: Handke ·
2020: Glück ·
2021: Gurnah ·
2022: Ernaux ·
2023: Fosse ·
2024: Kang ·
- Bibsys: 90068304
- Biblioteca Nacional de Chile: 000041499
- Biblioteca Nacional de España: XX825654
- Bibliothèque nationale de France: cb118908958 (data)
- Catàleg d'autoritats de noms i títols de Catalunya: 981058521636206706
- CiNii: DA00405272
- Digitale Bibliotheek voor de Nederlandse Letteren: beck016
- Gemeinsame Normdatei: 118508172
- International Standard Name Identifier: 0000 0001 2119 2038
- KulturNav: 081e6565-0c87-434b-9550-6fc77fec7a5d
- Library of Congress Control Number: n79055432
- Nationale Bibliotheek van Letland: 000005616
- MusicBrainz: 81e1e828-5c90-4bc6-b547-2e848620111f
- Bibliotheek van het Japanse parlement: 00432693
- Nationale Bibliotheek van Tsjechië: jn19990000595
- Nationale bibliotheek van Australië: 35016241
- Nationale Bibliotheek van Israël: 987007258310805171
- Nationale Bibliotheek van Polen: a0000001178206
- Nationale en Universitaire bibliotheek Zagreb: 000022033
- Nederlandse Thesaurus van Auteursnamen: 068463928
- RKD-Nederlands Instituut voor Kunstgeschiedenis: 485290
- Russische Staatsbibliotheek: 000080939
- Istituto Centrale per il Catalogo Unico: CFIV007592
- LIBRIS: 177070
- SNAC: w68x464d
- Système universitaire de documentation: 026713780
- Trove: 791324
- Union List of Artist Names: 500116288
- Virtual International Authority File: 7386737
- WorldCat: E39PBJfcPmr936X6BBQGgkFxjC